# Achaea praestans
Achaea praestans là một loài bướm đêm thuộc họ Erebidae. Nó được tìm thấy ở Châu Phi, bao gồm Nam Phi, Swaziland, Madagascar, Tanzania và Mozambique.